# Acraea lygus
Acraea lygus är en fjärilsart som beskrevs av Druce 1875. Acraea lygus ingår i släktet Acraea och familjen praktfjärilar. Inga underarter finns listade i Catalogue of Life.